# Aissatou Diallo
Pour les articles homonymes, voir Diallo.
Aissatou Diallo ou Aïcha Diallo, née le 11 mars 1987 à Nzérékoré (Guinée), est une économiste et femme politique guinéenne.
Le 22 janvier 2022, elle est nommée conseillère au sein du Conseil national de la transition (CNT) de la Guinée dirigé par Dansa Kourouma en tant que représentante des organisations des guinéens de l'étranger,.